# Anaglyptus decemmaculatus
Anaglyptus decemmaculatus är en skalbaggsart som först beskrevs av J. Linsley Gressitt 1935.  Anaglyptus decemmaculatus ingår i släktet Anaglyptus och familjen långhorningar.
Artens utbredningsområde är Taiwan. Inga underarter finns listade i Catalogue of Life.